# Noord-Saksisch voetbalkampioenschap 1923/24
In 1923/24 werd het achtste Noord-Saksisch voetbalkampioenschap gespeeld, dat georganiseerd werd door de Midden-Duitse voetbalbond. Het was de eerste competitie op niveau van de eerste klasse sinds 1917. Door de perikelen in de Eerste Wereldoorlog vond er van 1917 tot 1919 geen competitie plaats. 
Na de oorlog hervomrde de bond de competities. Vier competities werden samen gezet in de Kreisliga Mittelsachsen. De clubs die voorheen in de Midden-Saksische competitie speelden werden echter niet sterk genoeg bevonden en gingen in de 1. Klasse Nordsachsen spelen. In 1922 kon Riesaer SV 03 promotie afdwingen. Na dit seizoen werden de vier competities terug zelfstandig. De clubs uit Chemnitz, die de competitie domineerden bleven nu in de Midden-Saksische competitie spelen terwijl de clubs die voorheen erin speelden nu in de Noord-Saksische competitie gingen spelen. 
Er waren twee groepen en beide groepswinnaars bekampten elkaar voor de titel. Riesaer SV werd kampioen en plaatste zich voor de Midden-Duitse eindronde. De club versloeg SC Preußen 1909 Biehla en verloor dan met 9:1 van Chemnitzer BC.

## Gauliga

### Groep Riesa
| Plaats | Club             | Wed. | W | G | V | Saldo | Ptn. |
| ------ | ---------------- | ---- | - | - | - | ----- | ---- |
| 1.     | 1. SV Riesaer 03 | 6    | 5 | 0 | 1 | 20:5  | 10:2 |
| 2.     | SV 1911 Gröditz  | 6    | 3 | 0 | 3 | 15:18 | 6:6  |
| 3.     | VfB Riesa        | 6    | 2 | 0 | 4 | 6:8   | 4:8  |
| 4.     | SV 1913 Oschatz  | 6    | 2 | 0 | 4 | 11:21 | 4:8  |

|  | Geplaatst voor finale |
|  | Degradatie            |

### Groep Döbeln
| Plaats | Club                 | Wed. | W | G | V | Saldo | Ptn. |
| ------ | -------------------- | ---- | - | - | - | ----- | ---- |
| 1.     | BC 1913 Hartha       | 10   |   |   |   | 25:13 | 17:3 |
| 2.     | Döbelner SC 02       | 10   |   |   |   | 35:10 | 15:5 |
| 3.     | FC 1901 Roßwein      | 8    |   |   |   | 4:9   | 7:9  |
| 4.     | FC 1911 Geringswalde | 8    |   |   |   | 20:23 | 6:10 |
| 5.     | VfB Rochlitz         | 8    |   |   |   | 13:25 | 5:11 |
| 6.     | SpVgg Waldheim       | 10   |   |   |   | 14:31 | 4:16 |

### Finale
Heen
|  |           |       |                  |  |
|  | BC Hartha | 1 – 0 | 1. SV Riesaer 03 |  |
|  |           |       |                  |  |

Terug
|  |                  |       |           |  |
|  | 1. SV Riesaer 03 | 7 – 1 | BC Hartha |  |
|  |                  |       |           |  |

Beslissende wedstrijd
|  |                  |       |           |  |
|  | 1. SV Riesaer 03 | 1 – 0 | BC Hartha |  |
|  |                  |       |           |  |